# Assembleia Legislativa de Macau
A Assembleia Legislativa de Macau (AL) (em chinês tradicional: 立法會; em chinês simplificado: 立法会) é o órgão legislativo da Região Administrativa Especial de Macau (RAEM) da República Popular da China. Actualmente é composto por 33 deputados, sendo que 14 são eleitos por sufrágio universal directo, 12 são eleitos por sufrágio indirecto e 7 são nomeados pelo Chefe do Executivo de Macau.
Cada legislatura tem a duração de quatro anos. As reuniões plenárias são públicas, excepto em casos especiais. O português e o chinês, mais precisamente o cantonês, são as línguas funcionais da Assembleia Legislativa.
Desde 2019, o Presidente da Assembleia Legislativa é Kou Hoi In (高開賢) e o Vice-Presidente é Chui Sai Cheong (崔世昌).

## História

### Antes de 1976
Antes da promulgação do Estatuto Orgânico de Macau em 1976 (que entretanto foi substituído em 1999 pela actual Lei Básica), o estatuto político de Macau era regulado pelo Estatuto Político-Administrativo da Província de Macau (aprovado em 1963 e alterado em 1972), que já contemplava um órgão legislativo chamado "Conselho Legislativo", nome que em 1972/1973 foi mudado para "Assembleia Legislativa", designação essa que se manteve até aos dias de hoje. O Conselho Legislativo já existia antes do Estatuto, estando presente pelo menos desde 1920 na máquina político-administrativa colonial, cuja figura central era o Governador. Numa época influenciada pela ideologia autoritária, corporativista e colonialista do Estado Novo, que entretanto foi derrubado na Revolução de 25 de Abril de 1974, a Assembleia Legislativa (AL) era presidida pelo Governador, que também tinha vários poderes e funções legislativas próprias e inerentes ao seu cargo executivo. Assim, o órgão legislativo estava de facto submetido e dependente do poder executivo, que era exercido pelo Governador.
Na sua última composição pré-25 de Abril, fruto das reformas de 1972 do Estatuto Político-Administrativo da Província de Macau, a Assembleia Legislativa era constituída pelo Governador e mais catorze vogais, sendo cinco eleitos por sufrágio directo, oito eleitos por sufrágio indirecto (três eleitos pelos "corpos administrativos e pessoas colectivas de utilidade pública administrativa legalmente reconhecida", dois eleitos pelos "representantes das associações de interesses económicos", dois eleitos pelos "organismos representativos dos interesses morais e culturais" e um eleito pelos "institutos e associações de natureza privada") e um nomeado pelo Governador para representar a comunidade chinesa. Os vogais eleitos devem dominar a língua portuguesa, ser adultos e cidadãos portugueses e "residir na província há mais de um ano ou ter nela residido anteriormente por um período superior a dez anos". Estes requisitos de elegibilidade excluiam de facto os chineses da participação na governação local, que estava naquela altura dominada pelos portugueses e, em menor grau, pelos macaenses (ou luso-descendentes radicados). O facto de haver eleições por sufrágio directo não significava que havia algum grau de democracia, porque o único partido político legalizado e livre de perseguições na altura era a União Nacional, apoiante do Estado Novo. Mesmo com todas estas limitações, ilustres portugueses e macaenses participaram na vida política local, servindo não tanto o Estado Novo, mas sim os interesses comuns de Macau, por isso muitos deles, entre os quais estavam o dr. Carlos Augusto Corrêa Paes d’Assumpção, conseguiram prosseguir a sua carreira política no panorama pós-25 de Abril.
.
Como consequência da Revolução de 25 de Abril de 1974, foi promulgado um decreto-lei em 1974 que mandava dissolver as Assembleias Legislativas e as Juntas Consultivas Provinciais (as juntas eram órgãos consultivos de carácter corporativista) de todas as províncias ultramarinas portuguesas. Em substituição destas instituições, foi criado um Conselho «ad-hoc» para auxiliar o Governador, que passou logo a ser designado por Conselho Consultivo (por vezes também chamado de Conselho Consultivo do Governo). Este novo órgão consultivo acabou por ser extinto e substituído em 1999 pelo actual Conselho Executivo de Macau.
Influenciado pelo espírito de reforma e de descolonização da Revolução de 25 de Abril e pela rejeição por parte do Governo chinês de uma devolução imediata de Macau à República Popular da China, foi promulgado o Estatuto Orgânico de Macau no dia 17 de Fevereiro de 1976, onde continha uma série de reformas para construir um novo e mais autónomo modelo político para Macau, tentando assim romper com o velho modelo colonial ainda vigente naquela época e excessivamente dependente da metrópole. Neste Estatuto, contemplava a existência da Assembleia Legislativa, mas já como um órgão legislativo com mais poderes, estabelecendo-se assim um equilíbrio de poder mais favorável entre a AL e o Governador. Mas, mesmo assim, o Governador continuava a ter competência legislativa, que era exercida por meio de decretos-leis, e um papel bastante predominante na vida política local. Ainda hoje, após a devolução de Macau à China, o maior predomínio do órgão executivo, enquanto dirigente máximo do território, em relação ao órgão legislativo continua a ser uma realidade na vida política de Macau.

### 1976-1980
Após a reforma de 1976, a Assembleia Legislativa passou a ter 17 membros, dos quais seis eram eleitos por sufrágio directo (isto é, pelos cidadãos recenseados), seis por sufrágio indirecto (isto é, por organismos ou associações locais representativos dos interesses de determinados sectores da sociedade) e cinco nomeados pelo Governador. A criação de um sistema onde se coexistem os sufrágios directo e indirecto era "para compor equilibradamente os interesses, [...] obtendo-se por essa via deputados chineses", visto que "na altura, no período pós revolucionário, contar com a comunidade chinesa num sufrágio directo era quase impossível." As primeiras eleições sob este novo modelo decorrerram em 1976 e os eleitores para o sufrágio directo incluem os chineses residentes no território "há mais de cinco anos à data do recenseamento", requisito do qual estavam dispensados os portugueses e os macaenses. Em relação aos requisitos de elegibilidade, "todos os cidadãos eleitores com residência habitual no território eleitoral, maiores de 21 anos," podem apresentar candidatura às eleições legislativas, abrindo assim a participação política aos chineses, que constituíam a maior parte da população de Macau. Mas, apesar destas reformas contempladas pela lei, grande parte do eleitorado recenseado continuou a ser português ou macaense (ou luso-descendente).
Nestas eleições de 1976, a Associação para a Defesa dos Interesses de Macau (ADIM), liderada e co-fundada pelo advogado macaense Carlos Augusto Corrêa Paes d’Assumpção, conseguiu vencer com cerca de 55 por cento dos votos (1497 votos num total de 2846 eleitores votantes) e eleger 4 deputados (Carlos d’Assumpção, Diamantino de Oliveira Ferreira, Susana Chou e José da Conceição Noronha) pela via do sufrágio directo. Logo, Carlos d’Assumpção foi eleito presidente da Assembleia Legislativa de Macau, cargo que ele exerceu até à data da sua morte (1992). Além da ADIM, o Centro Democrático de Macau conseguiu 458 votos e um deputado (José Patrício Guterres), enquanto que o Grupo de Estudos para o Desenvolvimento Comunitário de Macau (GEDEC) conseguiu 464 votos e também um deputado (Jorge Alberto da Conceição Hagedorn Rangel).
Os deputados eleitos por sufrágio indirecto, em listas únicas, foram Ma Man Kei, Peter Pan e Li Sai Veng (interesses de ordem económica); Lydia Maria dos Anjos Ribeiro (interesses de ordem moral); Chui Tak Kei (interesses de ordem assistencial); e Francisco Xavier da Silva Rodrigues (interesses de ordem cultural). Os deputados nomeados pelo Governador foram: Ho Yin, Kwong Bing Yun, Mário Figueira Isaac, Anabela Fátima Xavier Sales Ritchie e Ana Maria Fortuna de Siqueira Basto Perez.
Na legislatura de 1976-1980, a AL aprovou 149 leis, mais de metade das quais logo em 1976 (81 leis). Várias destas leis eram fundamentais para a estrutura jurídica e administrativa de Macau, como a Lei de Terras, o Regulamento da Contribuição Industrial, o Regulamento do Imposto Profissional, o Regulamento da Contribuição Predial Urbana, o Regulamento do Imposto Complementar de Rendimentos, a lei que concedeu ao ensino particular de fins não lucrativos o apoio governamental, a lei que estabeleceu normas respeitantes à aposentação dos servidores do Estado, a lei da atribuição da habitação económica, a lei que aprovou o regime penal contra as tríades e outras sociedades secretas, a lei que pune a exploração e prática de qualquer jogo de fortuna ou azar fora dos locais autorizados, as duas leis que definiram as carreiras do pessoal docente, a lei que estabeleceu medidas sobre a venda, exposição e exibição pública de material pornográfico e obsceno e várias leis que reestruturaram diversos organismos públicos. Foi também nesta legislatura que se estudou a primeira revisão do Estatuto Orgânico de Macau.

### 1980-1984
Nas eleições legislativas de 1980, houve 2600 eleitores votantes (num total de 4195 recenseados) no sufrágio directo, dos quais 109 votaram em branco e 76 eram votos nulos. Mais uma vez, a Associação para a Defesa dos Interesses de Macau (ADIM) venceu com 1433 votos (59,3%), conseguindo eleger 4 deputados (Carlos Augusto Corrêa Paes d’Assumpção, Joaquim Morais Alves, Anabela Fátima Xavier Sales Ritchie e Diamantino Oliveira Ferreira). O Centro Democrático de Macau (CDM) conseguiu 550 votos (22,7%) e um deputado (Joaquim Jorge Perestrelo Neto Valente), enquanto que o Grupo Independente de Macau (GIMA) conseguiu 432 votos (17,9%) e um deputado (Leonel Melcíades dos Passos Boralho).
Os deputados eleitos por sufrágio indirecto foram Ma Man Kei, Peter Pan e Li Sai Veng (lista única dos interesses de ordem económica); Delfino José Rodrigues Ribeiro (lista única dos interesses de ordem moral); Chui Tak Kei (lista única dos interesses de ordem assistencial); e Joaquim António Ferreira Martins (lista B dos interesses de ordem cultural). Os deputados nomeados pelo Governador foram Ho Yin, Kwong Bing Yun, Eduardo Jorge Armas Tavares da Silva, Carlos Cavaleiro Gonçalves Sanches e Ana Maria Fortuna de Siqueira Basto Perez.
Durante a legislatura, Li Sai Veng faleceu em Agosto de 1981, tendo sido substituído por Victor Ng (Ng Wing Lok), que venceu a eleição suplementar por sufrágio indirecto (interesses de ordem económica), realizada no dia 28 de Outubro de 1981. Ho Yin faleceu no dia 6 de Dezembro de 1983, tendo sido substituído por Roque Choi como deputado nomeado, em Janeiro de 1984.
Carlos d'Assumpção, presidente da AL, protagonizou um conflito político invulgar em Macau com o Governador Vasco Almeida e Costa (1981-1986), que causou uma situação de grande desconforto entre a comunidade macaense e portuguesa. O Governador salientou que a origem do conflito foram "um problema de natureza técnica respeitante à interpretação de uma disposição do Estatuto Orgânico em matéria de ratificação dos diplomas e liberdades do Governador" e a "tentativa da Assembleia, legítima, (…) de alterar parte do diploma do Governador". Por fim, em 1984, a Assembleia Legislativa foi polemicamente dissolvida pelo Presidente português Ramalho Eanes (por sugestão do Governador Almeida e Costa, através de um telegrama assinado no dia 27 de Fevereiro ) Dias antes da dissolução, o Governador Almeida e Costa alterou a lei eleitoral, através da aprovação do Decreto-Lei n.° 9/84/M (no dia 25 de Fevereiro), que colocava, "em pé de igualdade, os cidadãos de nacionalidade portuguesa e os cidadãos de outras nacionalidades, nomeadamente os chineses." Este decreto-lei definia que eram eleitores por sufrágio directo todos os residentes de Macau maiores de 18 anos, "quer sejam portugueses, chineses ou estrangeiros". O Governador implementou também uma série de reformas e incentivos fiscais com vista a levar os habitantes de Macau a recensearem. Como consequência, o número de eleitores aumentou bastante e produziu "um efeito político muito significativo: o início do predomínio do eleitorado não português no sufrágio directo." Com isto, os chineses começaram finalmente a participar de forma mais activa na vida política e governação locais.

### 1984-1988
A dissolução da Assembleia Legislativa uniu as comunidades portuguesa e macaense (ou luso-descendente) de Macau em torno de Carlos d’Assumpção, que ganhou as novas eleições legislativas convocadas em 1984. Nestas eleições, participaram 28970 votantes (num total de 51454 eleitores recenseados), dos quais 544 votaram em branco e 1220 foram declarados nulos. Para ganhar, Carlos d'Assumpção, com a ajuda de Pequim, liderou uma lista composta por vários elementos importantes da comunidade chinesa, como as associações dos moradores (os Kai Fong) e a Associação Geral dos Operários de Macau (AGOM). A sua lista (lista B: União Eleitoral), composta também por elementos portugueses e macaenses vindos da ADIM, venceu com 16003 votos (58,87%), conseguindo eleger 4 deputados (Carlos Augusto Corrêa Paes d’Assumpção, Manuel de Mesquita Borges, Lau Cheok Vá e Leonel Alberto Alves) por sufrágio directo. A lista A (Estabilidade, Convergência e Progresso) conseguiu 3960 votos (14,57%) e um deputado (Alberto Dias Ferreira), enquanto que a lista E (Flor de Amizade e Desenvolvimento de Macau) conseguiu 3514 (12,92%) e um deputado (Alexandre Ho).
Os deputados eleitos por sufrágio indirecto foram Ma Man Kei, Chui Tak Kei, Peter Pan, Victor Ng e Susana Chou (lista única dos interesses de ordem económica); e Roque Choi (lista C dos interesses de ordem moral, cultural e assistencial). Os deputados nomeados pelo Governador foram Carlos Cavaleiro Gonçalves Sanches, Hoi Sai Un, Luís Filipe Ferreira Simões, Pedro Ló da Silva e Rui António Craveiro Afonso.
Durante a legislatura, Luís Filipe Ferreira Simões renunciou ao seu mandato de deputado em Novembro de 1984, tendo sido substituído por José António Pinto Belo como deputado nomeado, em Janeiro de 1985. Em 1987, Pedro Ló da Silva renunciou ao seu mandato de deputado, tendo sido substituído por Joaquim Jorge Perestrelo Neto Valente como deputado nomeado.

### 1988-1992
Nas eleições legislativas de 1988, participaram 20049 votantes (num total de 67604 eleitores recenseados), dos quais 418 votaram em branco e 1150 foram declarados nulos. A lista D (Associação Amizade Alexandre Ho) venceu estas eleições com 8246 (41,12%), conseguindo 3 deputados (Alexandre Ho, Leong Kam Chun e Wong Cheong Nam ou Wong Chan Nan); enquanto que a lista B (União Eleitoral), liderada mais uma vez por Carlos d'Assumpção, conseguiu apenas 6298 votos (31,41%) e 3 deputados (Carlos d'Assumpção, Lao Kuoung Po e Leonel Alberto Alves). Mesmo assim, Carlos d'Assumpção continuou no seu cargo de presidente da AL. Nesta legislatura, os deputados por sufrágio directo passaram a ser, pela primeira vez, maioritariamente pessoas de etnia chinesa, revelando assim a crescente participação dos chineses na vida política local.
Os deputados eleitos por sufrágio indirecto, em listas únicas, foram Ma Man Kei, Lau Cheok Vá, Peter Pan, Victor Ng e Susana Chou (interesses de ordem económica); e Edmund Ho Hau-wah (interesses de ordem moral, cultural e assistencial). Os deputados nomeados pelo Governador foram Ana Maria Fortuna de Siqueira Basto Perez, Anabela Fátima Xavier Sales Ritchie, Joaquim Jorge Perestrelo Neto Valente, Philip Xavier e Rui António Craveiro Afonso.
Foi nesta legislatura que se procedeu a uma revisão do Estatuto Orgânico de Macau, em 1990. Após a revisão, a AL passou a estar composta por 23 deputados, designados de entre os cidadãos com capacidade eleitoral, da seguinte forma: 7 são nomeados pelo Governador de Macau, 8 eleitos por sufrágio directo e os restantes 8 eleitos por sufrágio indirecto (segundo o artigo 21.º, n.º 1 do EOM). Os lugares adicionais de deputados criados pela revisão de 1990 foram preenchidos por eleições decorridas no dia 10 de Março de 1991 e por nomeações feitas pelo Governador. Nestas eleições intercalares, Pang Vai Kam e José Manuel de Oliveira Rodrigues foram eleitos por sufrágio indirecto (em representação dos interesses de ordem económica e dos interesses de ordem moral, assistencial e cultural); enquanto que Leong Heng Teng e Kou Hoi In foram eleitos por sufrágio directo. No início de Maio de 1991, António José Félix Pontes e Raimundo Arrais do Rosário foram nomeados deputados.
Em meados de Maio de 1991, Ana Maria Fortuna de Siqueira Basto Perez renunciou ao seu mandato de deputada nomeada. Em sua substituição, José João de Deus Rodrigues do Rosário foi nomeado deputado pelo Governador, em Junho de 1991.

### 1992-1996
A poucos meses antes das eleições legislativas de 1992, no dia 20 de Abril, morreu Carlos d'Assumpção, deixando vago o cargo de presidente da AL. Este cargo passou a ser ocupado pela deputada Anabela Fátima Xavier Sales Ritchie até 1999.
Nas eleições legislativas de 1992, várias alterações introduzidas na reforma política de 1990 (que incluiu uma revisão do Estatuto Orgânico) foram materializadas. A representatividade dos interesses laborais e profissionais foi incluída nas eleições por sufrágio indirecto, diminuindo assim a predominância dos interesses empresariais. O método de Hondt (que usa "os divisores um, dois, três, quatro e os restantes múltiplos de um") foi substituído por um outro método de conversão de votos em mandatos. O método escolhido, único de Macau, utiliza "os divisores um e dois, tal como no método de Hondt, mas depois emprega-se o divisor quatro, seguindo-se o oito e demais potencias de dois". Este método único "cria um verdadeiro desafio a qualquer lista que ambicione a eleição de mais do que dois deputados pelo sufrágio directo. Por outro lado, garante uma maior diversidade de forças políticas no seio do órgão legislativo", para evitar que houvesse apenas duas listas por sufrágio directo na AL, facto que aconteceu na legislatura de 1988-1992. Com este novo método, nenhuma formação política conseguiria obter uma maioria absoluta de deputados por sufrágio directo, facto que ocorria sempre antes da adopção deste método e que era conquistada frequentemente por listas lideradas por Carlos d'Assumpção (excepto nas eleições de 1988). Este método só é possível porque o funcionamento e estabilidade do Governo de Macau não depende de nenhuma maioria parlamentar, cuja formação é encorajada pelo método de Hondt.
Devido à morte de Carlos d'Assumpção (cabeça de lista da União Eleitoral) e principalmente devido ao novo método adoptado, os dois grandes pilares da União Eleitoral, que eram as associações de moradores (Kai Fong) e a Associação Geral dos Operários de Macau (desde 2005, passou a chamar-se "Federação das Associações dos Operários de Macau"), passaram a ter listas separadas e concorrentes entre si. Estas duas listas distintas conseguiram repartir o eleitorado da extinta União Eleitoral, de forma quase equitativa, conseguido eleger dois deputados cada.
Nas eleições legislativas de 1992, participaram 28526 votantes (num total de 48137 eleitores recenseados), dos quais 289 votaram em branco e 691 foram declarados nulos. No sufrágio directo, a lista F (União Promotora para o Progresso/UNIPRO), apoiada pelas associações de moradores, conseguiu 6956 votos (25,25%) e 2 deputados (Leong Heng Teng e Kou Hoi In); a lista B (União para o Desenvolvimento/UPD), apoiada pela Associação Geral dos Operários de Macau (AGOM), conseguiu 6543 votos (23,75%) e 2 deputados (Tong Chi Kin e Fernando Chui Sai-on); a lista H (Associação de Novo Macau Democrático) conseguiu 3412 votos (12,39%) e 1 deputado (António Ng Kuok Cheong); a lista G (Unidade para o Futuro de Macau) conseguiu 2201 votos (7,99%) e 1 deputada (Susana Chou); a lista I (Solidariedade Laboral) conseguiu 2037 votos (7,39%) e 1 deputado (Alberto Madeira Noronha, o então presidente da Associação dos Trabalhadores da Função Pública de Macau); e a lista A (Associação de Amizade), composta por elementos que foram os grandes vencedores das eleições legislativas de 1988 (antiga lista D: Associação Amizade Alexandre Ho) conseguiu apenas 1965 votos (7,13%) e 1 deputado (Alexandre Ho).
Os deputados eleitos por sufrágio indirecto, em listas únicas, foram Ma Man Kei, Edmund Ho Hau-wah, Peter Pan e Victor Ng (interesses empresariais); Lau Cheok Va e Pang Vai Kam (interesses laborais); Leonel Alberto Alves (interesses profissionais) e Anabela Fátima Xavier Sales Ritchie (interesses assistenciais, culturais, educacionais e desportivos). Os deputados nomeados pelo Governador foram José João de Deus Rodrigues do Rosário, Raimundo Arrais do Rosário, Beatriz Amélia Alves de Sousa Oliveira Basto da Silva, Joaquim Jorge Perestrelo Neto Valente, António Correia, António José Félix Pontes e Rui António Craveiro Afonso.

### 1996-2001
Nas eleições legislativas de 1996, as últimas realizadas durante a administração portuguesa de Macau, participaram 75093 votantes (num total de 116445 eleitores recenseados), dos quais 467 votaram em branco e 2128 foram declarados nulos. No sufrágio directo, a lista A (APPEM) conseguiu 12029 votos (16,59%) e 2 deputados (Chio Ho Cheong e Liu Yuk Lun); a lista F (UNIPRO) conseguiu 11045 votos (15,23%) e 2 deputados (Leong Heng Teng e Kou Hoi In); a lista C (UPD) conseguiu 10525 votos (14,52%) e 1 deputado (Tong Chi Kin); a lista E (UDM) conseguiu 7516 votos (10,37%) e 1 deputado (Fong Chi Keong); a lista D (Convergência Para o Desenvolvimento de Macau/CODEM) conseguiu 7439 votos (10,26%) e 1 deputado (David Chow Kam Fai); e a lista I (ANMD) conseguiu 6331 (8,73%) votos e 1 deputado (António Ng Kuok Cheong).
Os deputados eleitos por sufrágio indirecto, em listas únicas, foram Edmund Ho Hau-wah, Hoi Sai Iun, Susana Chou e Victor Ng (interesses empresariais); Lau Cheok Va e Kwan Tsui Hang (interesses laborais); Leonel Alberto Alves (interesses profissionais) e Anabela Fátima Xavier Sales Ritchie (interesses assistenciais, culturais, educacionais e desportivos). Os deputados nomeados pelo Governador foram José João de Deus Rodrigues do Rosário, Raimundo Arrais do Rosário, Joaquim Morais Alves, Joaquim Jorge Perestrelo Neto Valente, José Manuel de Oliveira Rodrigues, António José Félix Pontes e Rui António Craveiro Afonso.
Em 1997, Maria Edith da Silva substituiu José João de Deus Rodrigues do Rosário como deputada nomeada, devido ao falecimento deste último. Também em 1997, Rui António Craveiro Afonso renunciou ao seu mandato de deputado, tendo sido substituído por Henrique Miguel Rodrigues de Senna Fernandes como deputado nomeado.
Em Maio de 1999, alguns meses antes da transferência de soberania de Macau (agendada para 20 de Dezembro de 1999), Edmund Ho Hau-wah renunciou ao seu mandato de deputado, por ter sido eleito para o cargo de Chefe do Executivo de Macau (que substituiu o Governador de Macau após a transferência de soberania), pela Comissão de Selecção do Primeiro Governo da Região Administrativa Especial de Macau, por sufrágio indirecto, no dia 15 de Maio de 1999. Por isso, mediante uma eleição suplementar por sufrágio indirecto, realizada no dia 2 de Agosto, Chui Sai Cheong foi eleito deputado em representação dos interesses empresariais, substituindo assim Edmund Ho.

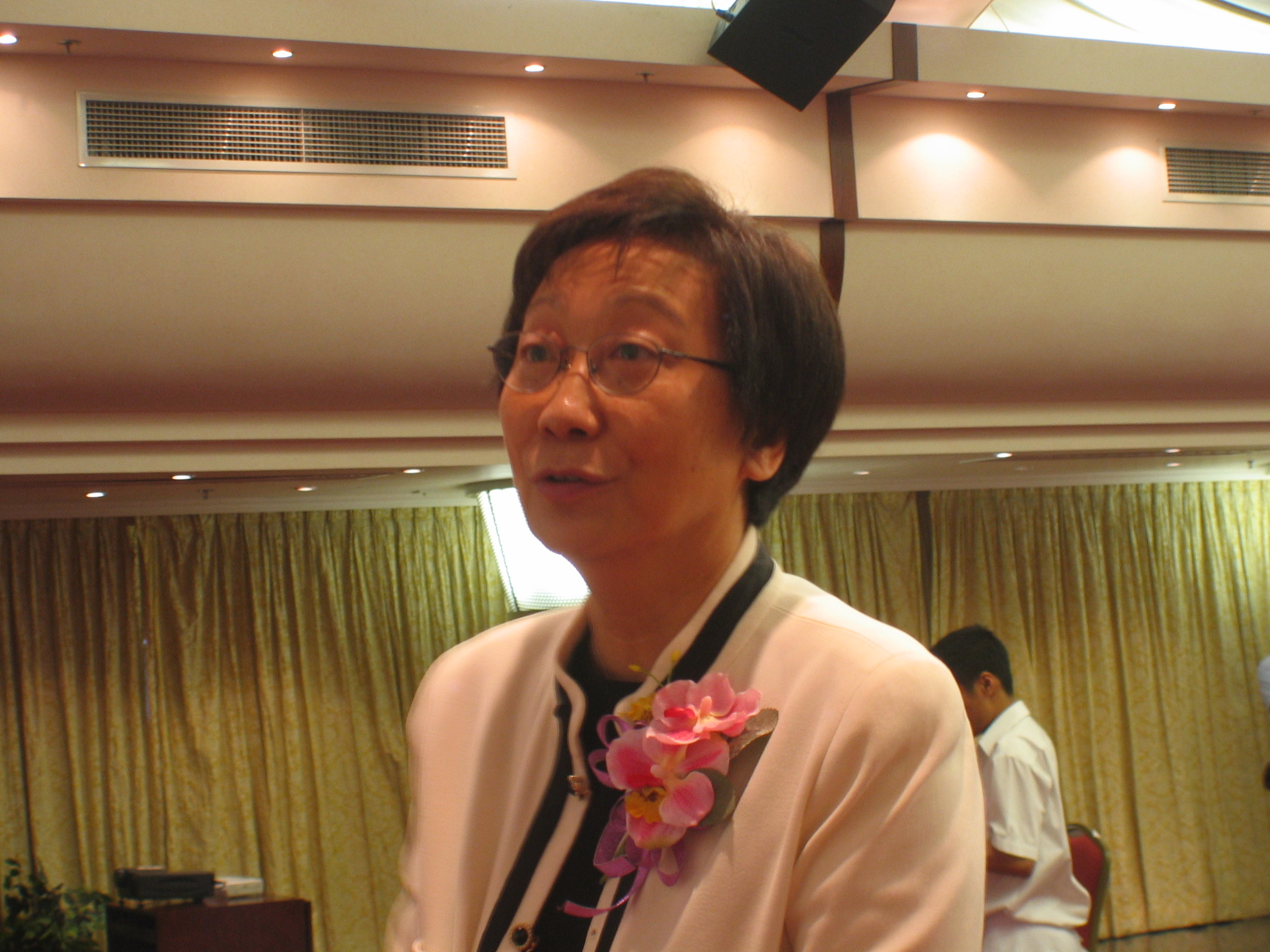
Susana Chou, presidente da AL de 1999 até 2009.

Logo após a transferência de soberania de Macau, a AL sofreu algumas transformações e a presidência da AL passou a ser assumida pela deputada chinesa Susana Chou, substituindo assim a deputada macaense (ou luso-descendente) Anabela Ritchie. Os antigos deputados nomeados pelo Governador de Macau foram substituídos pelas novas nomeações efectuadas pelo novo Chefe do Executivo de Macau, em 1999: João Baptista Manuel Leão, Ho Teng Iat, Stanley Au Chong Kit, Philip Xavier, Vong Hin Fai, Cheong Vai Kei e José Manuel de Oliveira Rodrigues (o único que manteve no cargo). De acordo com a sexta alínea da "Decisão da Assembleia Popular Nacional relativa à Metodologia para a Formação do Primeiro Governo, da Primeira Assembleia Legislativa e dos Órgãos Judiciais da Região Administrativa Especial de Macau" (31 de Março de 1993), os deputados eleitos quer por sufrágio directo quer por sufrágio indirecto mantiveram nas suas funções, com excepção de Chio Ho Cheong (aliás Chan Kai Kit), porque ele não pediu a transição para ser deputado da Assembleia Legislativa da Região Administrativa Especial de Macau. A sua vaga de deputado foi preenchido por Iong Weng Ian, que foi eleita em Setembro de 1999 pela Comissão de Selecção do Primeiro Governo da Região Administrativa Especial de Macau, de acordo com a Metodologia Específica para a Formação da Primeira Assembleia Legislativa da Região Administrativa Especial de Macau da República Popular da China (adoptada em 10 de Abril de 1999 pela Comissão Preparatória da Região Administrativa Especial de Macau da Assembleia Popular Nacional). Durante a cerimónia de criação da RAEM (20 de Dezembro de 1999), os 23 deputados à AL prestaram juramento de fidelidade e tomaram posse.

### 2001-2005
Segundo o que estava previsto no anexo II da Lei Básica de Macau, a legislatura de 2001-2005 da AL passou a ser composta por 27 membros (10 deputados eleitos por sufrágio directo, 10 deputados eleitos por sufrágio indirecto e 7 deputados nomeados pelo Chefe do Executivo).
Nas eleições legislativas de 2001, participaram 83644 votantes (num total de 159813 eleitores inscritos), dos quais 550 votaram em branco e 2116 foram declarados nulos. No sufrágio directo, a lista 5 (ANMD) conseguiu 16961 votos (20,95%) e 2 deputados (António Ng Kuok Cheong e Au Kam San); a lista 12 (UPD) conseguiu 12990 votos (16,04%) e 2 deputados (Kwan Tsui Hang e Leong Iok Wa); a lista lista 14 (União Promotora para o Progresso/UPP), apoiada pelas associações de moradores, conseguiu 11276 votos (13,92%) e 2 deputados (Leong Heng Teng e Iong Weng Ian); a lista 13 (CODEM) conseguiu 10016 votos (12,37%) e 2 deputados (David Chow Kam Fai e Jorge Manuel Fão); a lista 15 (Associação para Reforma Socio-Económica de Macau/ARSEM) conseguiu 9955 votos (12,29%) e 1 deputado (Vitor Cheung Lup Kwan); e a lista 6 (Associação dos Empregados e Assalariados/AEA) conseguiu 5170 votos (6,38%) e 1 deputado (João Bosco Cheang).
Os deputados eleitos por sufrágio indirecto, em listas únicas, foram Susana Chou, Hoi Sai Iun, Kou Hoi In e Cheang Chi Keong (interesses empresariais); Lau Cheok Va e Tong Chi Kin (interesses laborais); Leonel Alberto Alves e Chui Sai Cheong (interesses profissionais); Chan Chak Mo e Fong Chi Keong (interesses assistenciais, culturais, educacionais e desportivos). Os deputados nomeados pelo Chefe do Executivo foram Ho Teng Iat, Stanley Au Chong Kit, Philip Xavier, Vong Hin Fai, Cheong Vai Kei, José Manuel de Oliveira Rodrigues e Tsui Wai Kwan.

### 2005-2009
Segundo o que estava previsto no anexo II da Lei Básica de Macau, a partir de 2005, a AL passou a ser composta por 29 membros (12 deputados eleitos por sufrágio directo, 10 deputados eleitos por sufrágio indirecto e 7 deputados nomeados pelo Chefe do Executivo).
Nas eleições legislativas de 2005, participaram 128830 votantes (num total de 220653 eleitores recenseados), dos quais 660 votaram em branco e 3272 foram declarados nulos. No sufrágio directo, a lista 3 (ANMD) conseguiu 23489 votos e 2 deputados (António Ng Kuok Cheong e Au Kam San); a lista 18 (Associação dos Cidadãos Unidos de Macau/ACUM) conseguiu 20701 votos e 2 deputados (Chan Meng Kam e Ung Choi Kun); a lista 14 (UPD) conseguiu 16596 votos e 2 deputados (Kwan Tsui Hang e Leong Iok Wa); a lista 7 (UPP) conseguiu 11989 votos e 2 deputados (Leong Heng Teng e Iong Weng Ian); a lista 9 (Aliança para o Desenvolvimento de Macau/AMD) conseguiu 11642 votos e 1 deputada (Angela Leong On Kei); a lista 16 (Nova Esperança/NE) conseguiu 9974 votos e 1 deputado (José Maria Pereira Coutinho, o então presidente da Associação dos Trabalhadores da Função Pública de Macau); a lista 8 (União Para o Bem Querer de Macau/UBM) conseguiu 8529 votos e 1 deputado (Fong Chi Keong); e a lista 13 (CODEM) conseguiu apenas 6081 votos e 1 deputado (David Chow Kam Fai).
Os deputados eleitos por sufrágio indirecto, em listas únicas, foram Susana Chou, Kou Hoi In, Cheang Chi Keong e Ho Teng Iat (interesses empresariais); Lau Cheok Va e Lee Chong Cheng (interesses laborais); Leonel Alberto Alves e Chui Sai Cheong (interesses profissionais); Vitor Cheung Lup Kwan e Chan Chak Mo (interesses assistenciais, culturais, educacionais e desportivos). Os deputados nomeados pelo Chefe do Executivo foram Lei Pui Lam, Sam Chan Io, Tsui Wai Kwan; José Chui Sai Peng, Philip Xavier, Ieong Tou Hong e Lao Pun Lap.

### 2009-2013

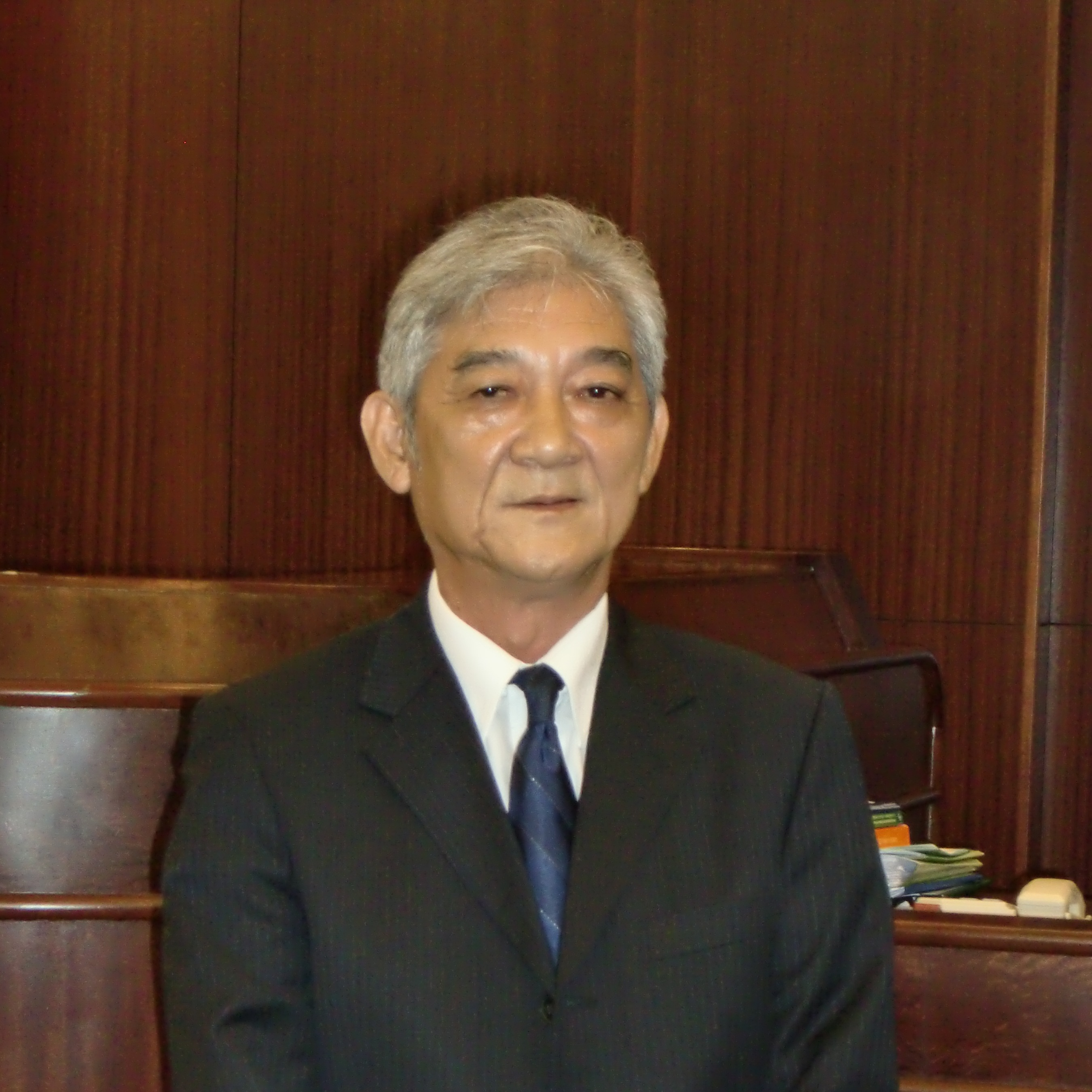
Lau Cheok Va, presidente da AL de 2009 a 2013.

Nas eleições legislativas de 2009, participaram 149006 votantes (num total de 248708 eleitores recenseados), dos quais 711 votaram em branco e 6498 foram declarados nulos. No sufrágio directo, a lista 12 (União para o Desenvolvimento ) conseguiu 21098 votos e 2 deputados (Kwan Tsui Hang e Lee Chong Cheng); a lista 7 (Associação dos Cidadãos Unidos de Macau) conseguiu 17014 votos e 2 deputados (Chan Meng Kam e Ung Choi Kun); a lista 4 (Associação de Próspero Macau Democrático) conseguiu 16424 votos e 2 deputados (António Ng Kuok Cheong e Chan Wai Chi); a lista 10 (Nova União para Desenvolvimento de Macau) conseguiu 14099 votos e 1 deputada (Angela Leong On Kei); a lista 13 (União Promotora para o Progresso) conseguiu 14044 votos e 1 deputado (Ho Ion Sang); a lista 2 (Nova Esperança) conseguiu 12908 votos e 1 deputado (José Maria Pereira Coutinho); a lista 15 (Associação de Novo Macau Democrático) conseguiu 11024 votos e 1 deputado (Au Kam San); a lista 1 (União de Macau-Guangdong) conseguiu 10348 votos e 1 deputado (Mak Soi Kun); e a lista 5 (Aliança Pr’a Mudança) conseguiu 7857 e 1 deputada (Melinda Chan Mei Yi).
Os deputados eleitos por sufrágio indirecto, em listas únicas, foram Ho Iat Seng, Kou Hoi In, Cheang Chi Keong e Fong Chi Keong (interesses empresariais); Lau Cheok Va e Lam Heong Sang (interesses laborais); Chui Sai Cheong e Leonel Alberto Alves (interesses profissionais); Vitor Cheung Lup Kwan e Chan Chak Mo (interesses sociais/assistenciais, culturais, educacionais e desportivos). Os deputados nomeados pelo Chefe do Executivo foram Ho Sio Kam, Tsui Wai Kwan, Tong Io Cheng, José Chui Sai Peng, Vong Hin Fai, Lau Veng Seng e Sio Chi Wai.
Com a saída de Susana Chou, os deputados elegeram Lau Cheok Va para ser o Presidente da Assembleia Legislativa, durante a legislatura de 2009-2013. Como Vice-Presidente, escolheram Ho Iat Seng.

### 2013-2017
Fruto da reforma política feita em 2012 , a partir de 2013, a AL passou a ser composta por 33 membros (14 eleitos por sufrágio directo, 12 por sufrágio indirecto e 7 nomeados pelo Chefe do Executivo).
Nas eleições legislativas de 2013, participaram 151 881 votantes (ou seja, a taxa de participação foi de 55,02%), dos quais 1083 votaram em branco e 4280 foram declarados nulos. No sufrágio directo, a lista 13 ("Associação dos Cidadãos Unidos de Macau") conseguiu 26426 votos e 3 deputados (Chan Meng Kam,
Si Ka Lon e Song Pek Kei); a lista 8 ("União de Macau-Guangdong") conseguiu 16251 votos e 2 deputados (Mak Soi Kun e Zheng Anting); a lista 14 ("União Promotora para o Progresso") conseguiu 15815 votos e 2 deputados (Ho Ion Sang e Wong Kit Cheng); a lista 9 ("Nova Esperança") conseguiu 13130 votos e	2 deputados (José Maria Pereira Coutinho e Leong Veng Chai); a lista 1 ("Nova União para Desenvolvimento de Macau") conseguiu 13093 votos e 1 deputada (Angela Leong On Kei); a lista 6 ("União para o Desenvolvimento") conseguiu 11960 votos e	1 deputada (Kwan Tsui Hang); a lista 19 ("Associação de Próspero Macau Democrático") conseguiu 10987 votos e 1 deputado (António Ng Kuok Cheong); a lista 5 ("Associação de Novo Macau Democrático") conseguiu 8827 votos e 1 deputado (Au Kam San); e a lista 12 ("Aliança Pr'a Mudança") conseguiu 8755 votos e 1 deputada (Melinda Chan Mei Yi).
Os deputados eleitos por sufrágio indirecto, em listas únicas, foram Ho Iat Seng, Kou Hoi In, Cheang Chi Keong e José Chui Sai Peng (interesses empresariais); Chui Sai Cheong, Leonel Alberto Alves e Chan Iek Lap (interesses profissionais); Lam Heong Sang e Lei Cheng I (interesses laborais); Vítor Cheung Lup Kwan e Chan Chak Mo (interesses culturais e desportivos); e Chan Hong (interesses sociais/assistenciais e educacionais). Tsui Wai Kwan, Tong Io Cheng, Ma Chi Seng, Vong Hin Fai, Fong Chi Keong, Lau Veng Seng e Sio Chi Wai foram nomeados deputados pelo Chefe do Executivo.
Com a saída de Lau Cheok Va, os deputados elegeram Ho Iat Seng para ser o Presidente da Assembleia Legislativa, durante a legislatura de 2013-2017. Como Vice-Presidente, escolheram Lam Heong Sang.

### 2017-2021
Nas eleições legislativas de 2017, participaram 174 872 votantes (ou seja, a taxa de participação foi de 57.22%), dos quais 944 votaram em branco e 1300 foram declarados nulos. No sufrágio directo, a lista 20 ("União de Macau-Guangdong") conseguiu 17214 votos e 2 deputados (Mak Soi Kun e Zheng Anting); a lista 16 ("União para o Desenvolvimento") conseguiu 16696 votos e 2 deputados (Lei Cheng I e Leong Sun Iok); a lista 9 ("Associação dos Cidadãos Unidos de Macau") conseguiu 14879 votos e 1 deputado (Si Ka Lon); a lista 6 ("Nova Esperança") conseguiu 14386 votos e 1 deputado (José Maria Pereira Coutinho); a lista 2 ("União Promotora para o Progresso") conseguiu 12340 votos e 1 deputado (Ho Ion Sang); a lista 13 ("Associação de Novo Movimento Democrático") conseguiu 11381 votos e 1 deputado (Au Kam San); a lista 14 ("Nova União para Desenvolvimento de Macau") conseguiu 10452 votos e 1 deputada (Angela Leong On Kei); a lista 8 ("Associação dos Cidadãos para o Desenvolvimento de Macau") conseguiu 10103 votos e 1 deputada (Song Pek Kei); a lista 3	("Associação de Próspero Macau Democrático")	conseguiu 10080 votos e 1 deputado (António Ng Kuok Cheong); a lista 4 ("Observatório Cívico") conseguiu 9590 votos e 1 deputada (Agnes Lam Iok Fong); lista 11 ("Aliança do Bom Lar") conseguiu 9496 votos e 1 deputada (Wong Kit Cheng); e a lista 7	("Associação do Novo Progresso de Macau") conseguiu 9213 votos e 1 deputado (Sulu Sou Ka Hou).
Em relação ao sufrágio indirecto, pela primeira vez deste o estabelecimento da Região Administrativa Especial (1999), houve 2 listas, com 3 candidatos cada, a concorrer para os 3 lugares reservados para o sector dos interesses profissionais. Nos restantes 4 sectores, apenas houve uma lista única de candidatos a deputados em cada um destes sectores.  Assim sendo, os deputados eleitos por sufrágio indirecto, em listas únicas, foram Ho Iat Seng, Kou Hoi In, José Chui Sai Peng e Ip Sio Kai (interesses empresariais); Lam Lon Wai e Lei Chan U (interesses laborais); Vítor Cheung Lup Kwan e Chan Chak Mo (interesses culturais e desportivos); e Chan Hong (interesses sociais/assistenciais e educacionais). No sector dos interesses profisionais, Chui Sai Cheong e Vong Hin Fai foram eleitos pela lista da "União dos Interesses Profissionais de Macau" e Chan Iek Lap foi eleito pela lista da "União dos Interesses de Medicina de Macau" Ma Chi Seng, Pang Chuan, Wu Chou Kit, Lao Chi Ngai, Fong Ka Chio, Iau Teng Pio e Chan Wa Keong foram nomeados deputados pelo Chefe do Executivo.
Em 2019, devido à renúncia de Ho Iat Seng aos cargos de deputado e Presidente da Assembleia Legislativa para se candidatar a Chefe do Executivo, realizou-se uma eleição suplementar no dia 24 de Novembro de 2019, para eleger por sufrágio indirecto um deputado para representar o sector dos interesses empresariais. Nesta eleição suplementar, Wong Sai Man foi eleito deputado, para substituir Ho Iat Seng. Com a saída de Ho Iat Seng, os deputados elegeram Kou Hoi In para ser o Presidente da Assembleia Legislativa, enquanto que Chui Sai Cheong se manteve no cargo de Vice-Presidente.

## Funções
Segundo o artigo 71º da Lei Básica da RAEM, a Assembleia Legislativa (AL) tem as seguintes funções:

1. Fazer, alterar, suspender ou revogar leis, nos termos desta Lei e de acordo com os procedimentos legais;
2. Examinar e aprovar a proposta de orçamento apresentada pelo Governo, bem como apreciar o relatório sobre a execução do orçamento apresentado pelo Governo;
3. Definir, com base na proposta apresentada pelo Governo, os elementos essenciais do regime tributário, bem como autorizar o Governo a contrair dívidas;
4. Ouvir e debater o relatório sobre as linhas de acção governativa apresentado pelo Chefe do Executivo;
5. Debater questões de interesses públicos;
6. Receber e tratar das queixas apresentadas por residentes de Macau;
7. Poder, mediante deliberação, incumbir o Presidente do Tribunal de Última Instância de formar uma comissão de inquérito independente para proceder a averiguações, se for proposta conjuntamente por um terço dos deputados uma moção, acusando o Chefe do Executivo de grave violação da lei ou de abandono das suas funções, e se este não se demitir. Se a Comissão entender que há provas suficientes para sustentar as acusações acima referidas, a Assembleia Legislativa pode aprovar uma moção de censura, por maioria de dois terços dos deputados, comunicando-a ao Governo Popular Central para decisão;
8. Convocar e solicitar pessoas relacionadas para testemunhar e apresentar provas, sempre que necessário, no exercício dos poderes e funções acima referidos.
— Artigo 71.º da Lei Básica
A AL tem também o poder de emendar o método de eleição do Chefe do Executivo de Macau a partir de 2009, bem como a sua própria composição e as formas de eleição dos seus deputados. Estas emendas fundamentais necessitam de uma "aprovação de uma maioria de dois terços de todos os deputados à Assembleia Legislativa e com a concordância do Chefe do Executivo, devendo o Comité Permanente da Assembleia Popular Nacional ser informado dessas alterações, para efeitos de ratificação" (no caso da eleição do Chefe do Executivo) ou de registo (no caso de alterações da AL).
A AL deve fiscalizar o Governo, já que, segundo o artigo 65º da Lei Básica, o Governo "responde perante a Assembleia Legislativa da Região nos seguintes termos: fazer cumprir as leis aprovadas pela Assembleia Legislativa que se encontram em vigor, apresentar periodicamente à Assembleia Legislativa relatórios respeitantes à execução das linhas de acção governativa e responder às interpelações dos deputados à Assembleia Legislativa.
Cabe também à AL definir, por si própria, o seu regimento, que não pode contrariar a Lei Básica (artigo 77º da Lei Básica).

## Processo legislativo

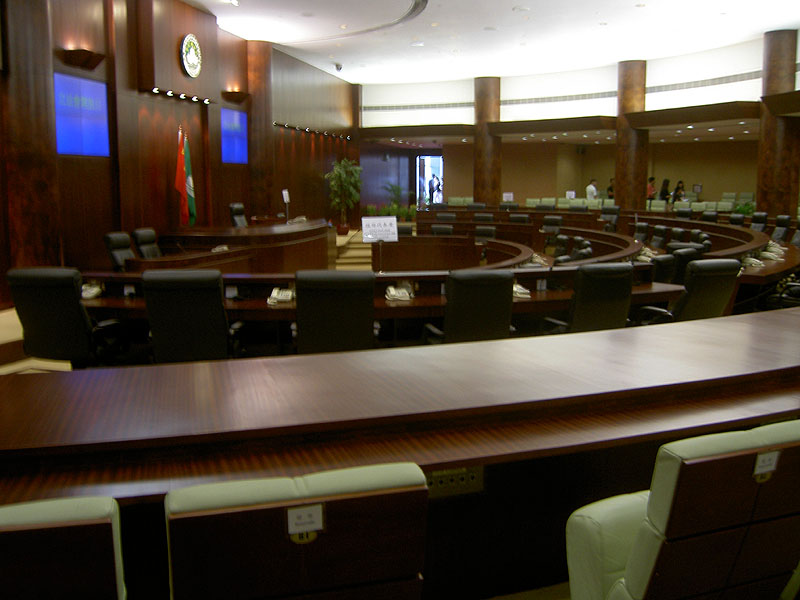
Hemiciclo da assembleia local

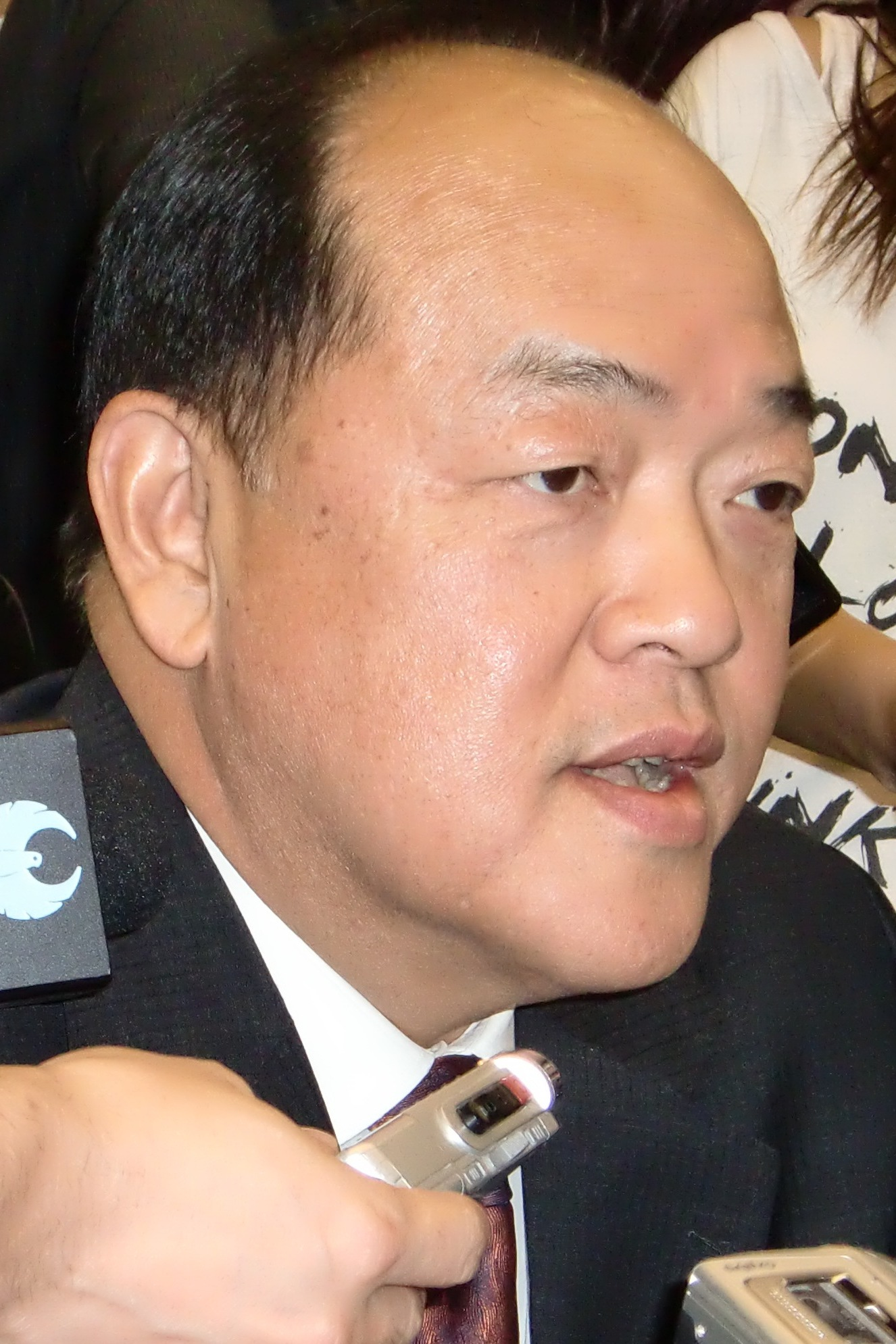
Ho Iat Seng, presidente da AL de 2013 a 2019.

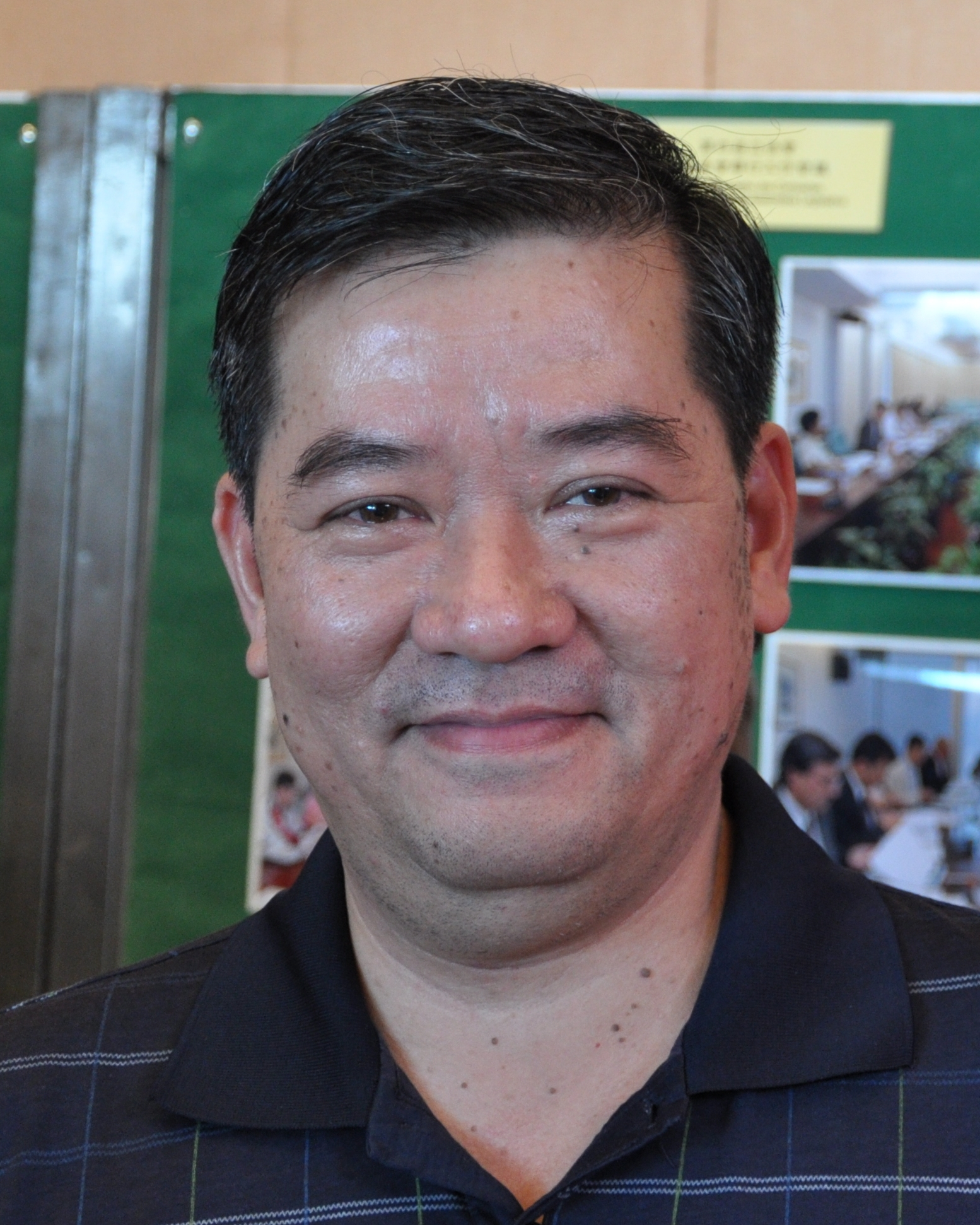
Lam Heong Sang, vice-presidente da AL de 2013 a 2019.

Os projectos de lei ou de resolução podem ser iniciados pelo Governo ou por deputados, na AL. Porém, segundo o artigo 75º da Lei Básica, os deputados só podem apresentar, individual ou conjuntamente, projectos de lei e de resolução que não envolvam receitas e despesas públicas, a estrutura política ou o funcionamento do Governo. Segundo o mesmo artigo, a apresentação de projectos de lei e de resolução que envolvam a política do Governo deve obter prévio consentimento escrito do Chefe do Executivo.
Todas as propostas e projectos de lei ou de resolução, iniciadas pelo Governo ou pelos deputados, uma vez admitidos pelo Presidente da AL, serão submetidos à discussão e votação na generalidade pelo plenário. Antes do início da discussão na generalidade, o representante do Governo ou o deputado proponente faz uma breve apresentação da proposta ou do projecto. Aprovado na generalidade, o respectivo texto é enviado, por despacho do Presidente, a uma comissão da AL para ser examinado na especialidade e para depois ser elaborado o parecer ou relatório acerca do texto. Depois de entrega deste a todos os deputados em tempo útil, o Presidente procederá ao agendamento das propostas ou projectos de lei em questão para a sua discussão e votação na especialidade.
O quórum para o funcionamento da AL não pode ser inferior a metade do número total dos deputados. Excluindo as excepções previstas na Lei Básica, os projectos de lei e de resolução da AL são aprovados com os votos de mais de metade do número total de deputados. Os projectos ou propostas de lei, votados e aprovados na especialidade pelo plenário, são enviados ao Chefe do Executivo e transformam-se em leis, depois de assinados por este.

## Dissolução
Cada legislatura tem a duração de quatro anos. Mas, segundo o artigo 52º da Lei Básica, o Chefe do Executivo pode dissolver a Assembleia Legislativa (AL), mas apenas quando "a Assembleia Legislativa recusar a aprovação da proposta de orçamento apresentada pelo Governo, ou de uma proposta de lei que, no entender do Chefe do Executivo, atinge o interesse geral da Região Administrativa Especial de Macau, e não for possível obter consenso mesmo após consultas"; ou "quando o Chefe do Executivo recusar a assinatura de um projecto de lei aprovado duas vezes pela Assembleia Legislativa", sendo que, segundo o artigo 51º da Lei Básica, a segunda aprovação (ou confirmação) do projecto de lei em causa pela AL requer uma maioria especial de dois terços de todos os deputados.
Ainda segundo o artigo 52º da Lei Básica, o Chefe do Executivo só pode dissolver a Assembleia Legislativa uma vez em cada mandato.

## Composição
A presente composição da Assembleia Legislativa (AL) foi originada nas eleições legislativas de 2021 e nas nomeações feitas pelo Chefe do Executivo. Os deputados devem ser residentes permanentes da RAEM. Fruto da reforma política feita em 2012 , a AL é actualmente composta por 33 membros eleitos ou nomeados de diferentes formas: 
- 14 são eleitos por sufrágio universal directo, isto é, pelos cidadãos recenseados e residentes permanentemente em Macau com uma idade superior a 18 anos;
- 12 são eleitos por sufrágio indirecto, isto é, por pessoas colectivas que são organizações ou associações representativas locais, devidamente registadas e recenseadas, que tenham sido reconhecidas como pertencentes aos respectivos sectores de interesses "há, pelo menos, quatro anos e tenham adquirido personalidade jurídica há, pelo menos, sete anos."[83]
- 7 são nomeados pelo Chefe do Executivo de Macau.[2][3][84]

No caso do sufrágio indirecto, o sistema eleitoral contempla a existência de cinco sectores, circunscrições ou eleitorados funcionais, cujos interesses são considerados de importância vital ou especial para o desenvolvimento de Macau: 
- o sector dos interesses empresariais (comercial, industrial e financeiro), com 4 lugares reservados;
- o dos interesses profissionais, com 3 lugares reservados;
- o dos interesses laborais (ou do trabalho), com 2 lugares reservados;
- o dos interesses culturais e desportivos, igualmente com 2 lugares reservados;
- e o dos interesses educacionais e dos serviços sociais, com 1 lugar reservado.

No sufrágio indirecto, a partir de 2012, "cada pessoa colectiva com capacidade eleitoral activa tem direito a um número máximo de 22 votos, os quais são exercidos por outros tantos votantes escolhidos de entre os membros dos respectivos órgãos de direcção ou de administração, que estejam em exercício na data da marcação das eleições" (Lei n.º 12/2012, artigo 22.º). Se o número dos membros dos órgãos de direcção ou de administração das pessoas colectivas ser superior a 22, o órgão directivo deve escolher os votantes. Se aquele número for igual ou inferior a 22, todos eles podem exercer o direito de voto. Cada votante só pode representar uma pessoa colectiva (ou associação).

### Regra da atribuição de mandatos
Nas eleições legislativas da RAEM, em ambos os sufrágios, "a conversão dos votos em mandatos faz-se na seguinte forma: o número de votos obtido por cada candidatura é dividido sucessivamente por 1, 2, 4, 8 e demais potências de 2, até ao número de mandatos a distribuir, sendo os quocientes alinhados por ordem decrescente da sua grandeza numa série de tantos termos quantos os mandatos.".
Ao contrário do tradicional método de Hondt, o método único adoptado por Macau "cria um verdadeiro desafio a qualquer lista que ambicione a eleição de mais do que dois deputados pelo sufrágio directo. Por outro lado, garante uma maior diversidade de forças políticas no seio do órgão legislativo". Apesar de ser muito difícil a eleição de mais do que dois deputados por lista, este cenário é possível: como por exemplo, nas eleições de 2013 e de 2021, a única lista apresentada pela Associação dos Cidadãos Unidos de Macau conseguiu eleger três deputados por sufrágio directo. O que este método de atribuição de mandatos torna praticamente impossível é uma só formação política conseguir uma maioria absoluta de deputados por sufrágio directo. Este método singular só é viável porque o funcionamento e estabilidade do Governo de Macau não depende de nenhuma maioria parlamentar, mas sim do Chefe do Executivo (eleito pelas elites locais por sufrágio indirecto e nomeado pelo Governo Central chinês em Pequim).

### Deputados originados por sufrágio directo
Os 14 deputados eleitos por sufrágio directo provêm de 7 listas diferentes:
| Nome                        | Lista                                          | Plataforma principal |
| --------------------------- | ---------------------------------------------- | --- |
| Si Ka Lon                   | Associação dos Cidadãos Unidos de Macau (ACUM) | Pró-empresarial e comunidade originária de Fujian.                                                                                          |
| Song Pek Kei                | Associação dos Cidadãos Unidos de Macau (ACUM) | |
| Lei Leong Wong              | Associação dos Cidadãos Unidos de Macau (ACUM) | |
| Lei Cheng I                 | União Para O Desenvolvimento (UPD)             | Tradicional (pró-Pequim); Federação das Associações dos Operários de Macau (interesses laborais)                                            |
| Leong Sun Iok               | União Para O Desenvolvimento (UPD)             | |
| José Maria Pereira Coutinho | Nova Esperança (NE)                            | Associação dos Trabalhadores da Função Pública de Macau, direitos laborais e sociais, pró-democrata e comunidade macaense/portuguesa local. |
| Che Sai Wang                | Nova Esperança                                 | |
| Zheng Anting                | União de Macau-Guangdong (UMG)                 | Pró-empresarial e comunidade originária de Jiangmen.                                                                                        |
| Lo Choi In                  | União de Macau-Guangdong (UMG)                 | |
| Leong Hong Sai              | União Promotora Para o Progresso (UPP)         | Tradicional (pró-Pequim); União Geral das Associações dos Moradores de Macau (Kai Fong)                                                     |
| Ngan Iek Hang               | União Promotora Para o Progresso (UPP)         | |
| Wong Kit Cheng              | Aliança de Bom Lar (ABL)                       | Tradicional (Pró-Pequim); Associação Geral das Mulheres de Macau                                                                            |
| Ma Io Fong                  | Aliança de Bom Lar                             | |
| Lam U Tou                   | Poder da Sinergia (PS)                         | Centrista; Reformista |

### Deputados originados por sufrágio indirecto
Os 12 deputados eleitos por sufrágio indirecto provêm de 5 listas:

#### Sector industrial, comercial e financeiro
Eleitos em lista única (União dos Interesses Empresariais de Macau - OMKC): 
- Kou Hoi In
- José Chui Sai Peng
- Ip Sio Kai
- Wang Sai Man

#### Sector profissional
Eleitos em lista única (União dos Interesses Profissionais de Macau - OMCY):
- Chui Sai Cheong
- Vong Hin Fai
- Chan Iek Lap

#### Sector do trabalho
Eleitos em lista única (Comissão Conjunta da Candidatura das Associações de Empregados - CCCAE), apoiada pela Federação das Associações dos Operários de Macau (FAOM):
- Lam Lon Wai
- Lei Chan U

#### Sector cultural e desportivo
Eleitos em lista única (União Cultural e Desportiva do Sol Nascente):
- Chan Chak Mo
- Angela Leong On Kei

#### Sector dos serviços sociais e educacional
Eleito em lista única (Associação de Promoção do Serviço Social e Educação - APSSE):
- Ho Ion Sang

### Deputados nomeados pelo Chefe do Executivo
Os 7 deputados nomeados pelo Chefe do Executivo são:
- Ma Chi Seng
- Iau Teng Pio;
- Pang Chuan;
- Wu Chou Kit;
- Kou Kam Fai;
- Chan Hou Seng;
- Cheung Kin Chung.

## Lista dos presidentes da Assembleia Legislativa
- Carlos Augusto Corrêa Paes d’Assumpção (1976-1992)
- Anabela Fátima Xavier Sales Ritchie (1992-1999)
- Susana Chou (1999-2009)
- Lau Cheok Va (2009-2013)
- Ho Iat Seng (2013-2019)
- Chui Sai Cheong (2019)
- Kou Hoi In (2019- )

## Eleitores recenseados
Em 2021, estavam recenseados 323 907 eleitores individuais ou singulares para as eleições por sufrágio directo e 17 886 votantes em representação de 813 eleitores colectivos (pessoas colectivas) para as eleições por sufrágio indirecto.

## Críticas à Assembleia Legislativa
Existem críticos que questionam sobre as estreitas ligações de uma boa parte dos deputados, incluindo os que foram eleitos por sufrágio directo, com o Governo, com o sector empresarial ou com as associações tradicionais, podendo estas ligações afectar a missão dos deputados na defesa do bem comum. Criticam também que este órgão legislativo não é totalmente democrático, devido à existência de um número considerável de deputados nomeados pelo Chefe do Executivo ou eleitos pelas associações de interesses corporativos, por sufrágio indirecto. Nas eleições por sufrágio indirecto, apenas podem votar os membros dos órgãos de direcção ou de administração das associações ou organismos que gozam de capacidade eleitoral activa nos seus respectivos sectores de interesses. Ou seja, apenas os dirigentes associativos podem votar nas eleições por sufrágio indirecto. Desde a criação da RAEM (1999), as eleições por sufrágio indirecto apresentam pouca concorrência, já que em cada sector de interesses acaba geralmente por haver apenas uma lista única de candidatos a apresentarem a votos. 
Há críticos que acham que a AL devia ser mais activa e reivindicativa, questionando mais o Governo e o Chefe do Executivo. Afirmam que o funcionamento da AL é um bom reflexo da sociedade de Macau, que é tradicionalista, pouco politizada e pouco participativa na gestão da coisa pública. Em Macau, existe pouca pressão para a democratização do sistema político local. Mesmo de entre os deputados eleitos por sufrágio directo, a maioria estão ligados aos interesses empresariais (incluindo a indústria do Jogo), às associações tradicionais pró-Pequim (como a Federação das Associações dos Operários de Macau e União Geral das Associações dos Moradores de Macau ou Kai Fong), ou a determinados grupos profissionais (ex: Associação dos Trabalhadores da Função Pública de Macau) e grupos de conterrâneos (ex: a Associação dos Cidadãos Unidos de Macau, ligada a Fujian; a União de Macau-Guangdong, ligada a Jiangmen; etc.).